# Club Deportivo Cobresol Football Club
Ne doit pas être confondu avec Club de Deportes Cobresal.
Maillots
Le Club Deportivo Cobresol Football Club, abrégé en CD Cobresol FBC, est un club péruvien de football disparu basé à Moquegua, dans le sud du Pérou. 

## Histoire
Fondé le 5 février 2008 à Moquegua, le club surgit à partir du Club Deportivo Colegio Técnico Agropecuario, dernier club qui change de nom pour devenir le Club Deportivo Cobresol FBC. 
Sous la houlette de Luis Flores, le Cobresol FBC atteint le dernier carré de la Copa Perú en 2008. Vice-champion de 2e division en 2009, il s'en octroie le championnat en 2010 à une journée de la fin. L'équipe est alors dirigée par Fredy García Loayza. 
Le club monte en 1re division en 2011 et y joue deux saisons jusqu'en 2012 lorsqu'il redescend en D2. Le club disparaît en 2013.

## Résultats sportifs

### Palmarès
| Compétitions nationales                                                    | Compétitions régionales                                    |
| - Championnat du Pérou D2 (1) : - Champion : 2010. - Vice-champion : 2009. | - Ligue de la région de Moquegua (1) : - Vainqueur : 2008. |

### Bilan et records
- Saisons au sein du championnat du Pérou : 2 (2011-2012).
- Saisons au sein du championnat du Pérou D2 : 2 (2009-2010).
- Plus large victoire obtenue en compétition officielle : 
  - Cobresol FBC 10:0 Tecnológico (championnat D2 2010)[6].
- Plus large défaite concédée en compétition officielle : 
  - Sporting Cristal 6:0 Cobresol FBC (championnat 2012)[7].

## Personnalités historiques du club

### Joueurs

#### Grands noms
Parmi les internationaux péruviens ayant porté les couleurs du Cobresol FBC, on peut citer Miguel Araujo (qui y commença sa carrière en 2011), Marko Ciurlizza, Juan Cominges, Roberto Farfán et Carlos Kukín Flores (qui y mit fin à sa carrière en 2012). 
L'attaquant Ramón Rodríguez del Solar fut le meilleur buteur de 2e division avec le club en 2010 (12 buts, ex aequo avec Juan Luna).

### Entraîneurs
| - Luis Flores Villena (2008-2009) - Jaime Espinoza (2009) - José Ramírez Cubas (2009) - Fredy García Loayza (2010) - Teddy Cardama (2011-2012) | - Ricardo Suez (2012) - Javier Chirinos (2012) - Germán Pinillos (2012) - Octavio Vidales (2012) |